# Draufeld
Draufeld (slowenisch: Dravsko polje) ist der Name des Talbodens rechts des Flusses Drau zwischen Maribor, Ptuj und Pragersko (Gemeinde Slovenska Bistrica) in Slowenien.

## Geographie
Das Draufeld ist ein weitläufiger flacher Teil der Steiermark am rechten Ufer der Drau. Die durchschnittliche Höhe des Feldes beträgt 250 Meter über dem Meeresspiegel. Dravsko polje ist im Westen vom Pohorje-Gebirge, im Norden von Slovenske gorica und im Süden vom Haloze-Hügelland und den Draubergen (Dravinjska gorica) umgeben. Im Osten (um Ptuj), vom linken Ufer der Drau in Richtung Ormož, setzt sich der flache Teil als Becken von Ptuj (Ptujsko polje) fort. Beide Regionen bilden gemeinsam als Dravsko Ptujsko polje die größte Ebene im nordöstlichen Slowenien.

## Ortschaften
Die meisten Siedlungen sind verstreute, miteinander verbundene Straßendörfer.
Folgende Gemeinden liegen in der Region (historische deutsche Bezeichnung in Klammer):
- Gemeinde Hajdina (Haidin)
- Gemeinde Kidričevo (Sternthal)
- Stadtgemeinde Maribor (Marburg an der Drau)
- Gemeinde Miklavž na Dravskem Polju (Sankt Nikolai)
- Gemeinde Rače-Fram (Kranichsfeld-Frauheim)
- Ptuj (Pettau)
- Gemeinde Slovenska Bistrica (Windisch-Feistritz)
- Gemeinde Starše (Altendorf in der Steiermark)
- Gemeinde Videm (Sankt Veit)

## Gewässer
Parallel zur Drau verläuft der Kanal Zlatoličje Hidroelektrane durch das Feld, ansonsten kommen die meisten Zuflüsse von den westlichen oder südlichen Grenzen des Draufeldes und sind rechte Nebenflüsse der Drau: Dravinja, Polskava, Reka, Trojšnica, Devina, Kamenišnica.
In der Nähe von Ptuj erweitert sich die Drau in den künstlich aufgestauten Ptuj-See, von wo aus der Fluss seinen Lauf durch den ausgedehnten Wasserkanal des Wasserkraftwerks Formin fortsetzt. Im westlichen Teil des Feldes gibt es auch mehrere kleinere Seen oder Teiche (Veliki und Mali ribnik, Škorčev-Teich, Bajerja pri Pragerski usw.).

## Geschichte
Die einst überwiegend landwirtschaftlich geprägte Bevölkerung wurde nun durch Intensivproduktionskombinate, Schweinefarmen, Hühnerschlachthöfe von Perutnina Ptuj, Agrokombinat Maribor, die chemische Industrie in der Stadt Rače, die Aluminiumfabrik in Kidričevo usw. verdrängt. In der Vergangenheit waren im westlichen Teil des Dravsko polje viele Ziegeleien tätig, wohin die Bäche aus Pohorje viel Ton und lehmige Substanzen brachten. Aufgrund des sumpfigen Bodens eignete sich früher der südliche und westliche Teil des Feldes eher für die Viehhaltung, während der nördliche und westliche, kiesige Teil eher für die Landwirtschaft geeignet war.